# Aldeia Chuchamano
Aldeia Chuchamano ist ein bewohnter Ort, vor allem eine Zollstation und liegt in Mosambik in der Provinz Tete an der Grenze zu Simbabwe.
Gegenüber liegt der Grenzort Nyamapanda. Durch Aldeia Chuchamano führt die gut frequentierte Fernstraße Blantyre-Tete-Harare.